# VMFA(AW)-224
224ème Escadron de chasseur d'attaque tout temps (USMC)
Le Marine All Weather Fighter Attack Squadron 224 (ou VMFA(AW)-224) est un escadron de chasseur d'attaque FA-18 Hornet. L'escadron, connu sous le nom de "Fighting Bengals" est basé à la Marine Corps Air Station Beaufort, en Caroline du sud. Il est sous le commandement du Marine Aircraft Group 31 (MAG-31) et de la 2nd Marine Aircraft Wing (2nd MAW). L'escadron est l'un des deux seuls escadrons F/A-18D Hornet opérant actuellement à partir de MCAS Beaufort, l'autre étant le VMFA(AW)-533 "Hawks".

## Mission
Soutenir le commandement de la Force tactique terrestre et aérienne des Marines en assurant la coordination des armes de soutien, en réalisant des images multi-capteurs et en détruisant les cibles de surface et les avions ennemis de jour comme de nuit ; dans toutes les conditions météorologiques lors d'opérations expéditionnaires, interarmées ou combinées.

## Historique

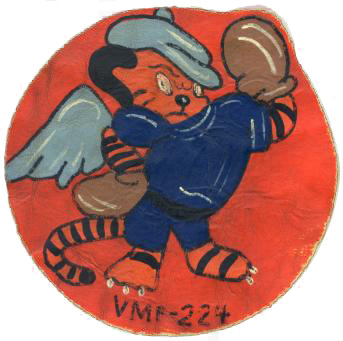
Insigne du VMF-224

Le Marine Fighter Squadron 224 (VMF-224) a été mis en service le 1er mai 1942 à la Naval Air Station Barbers Point, à Hawaii, pilotant le F4F Wildcat. Il est entré dans la Seconde Guerre mondiale dans le cadre de la Cactus Air Force stationnée sur Henderson Field à Guadalcanal. En 1951, le VMF-224 a été doté de l'avion à réaction F2H Banshee et, en 1952, du F9F Panther. 
Il fut renommé Marine Attack Squadron 224 (VME-224) en 1954 et, équipé du A-4 Skyhawk en 1956. En 1966, l'escadron a été doté du A-6 Intruder et a été renommé Marine All Weather Attack Squadron 224 (VMA(AW)-224).

### Service

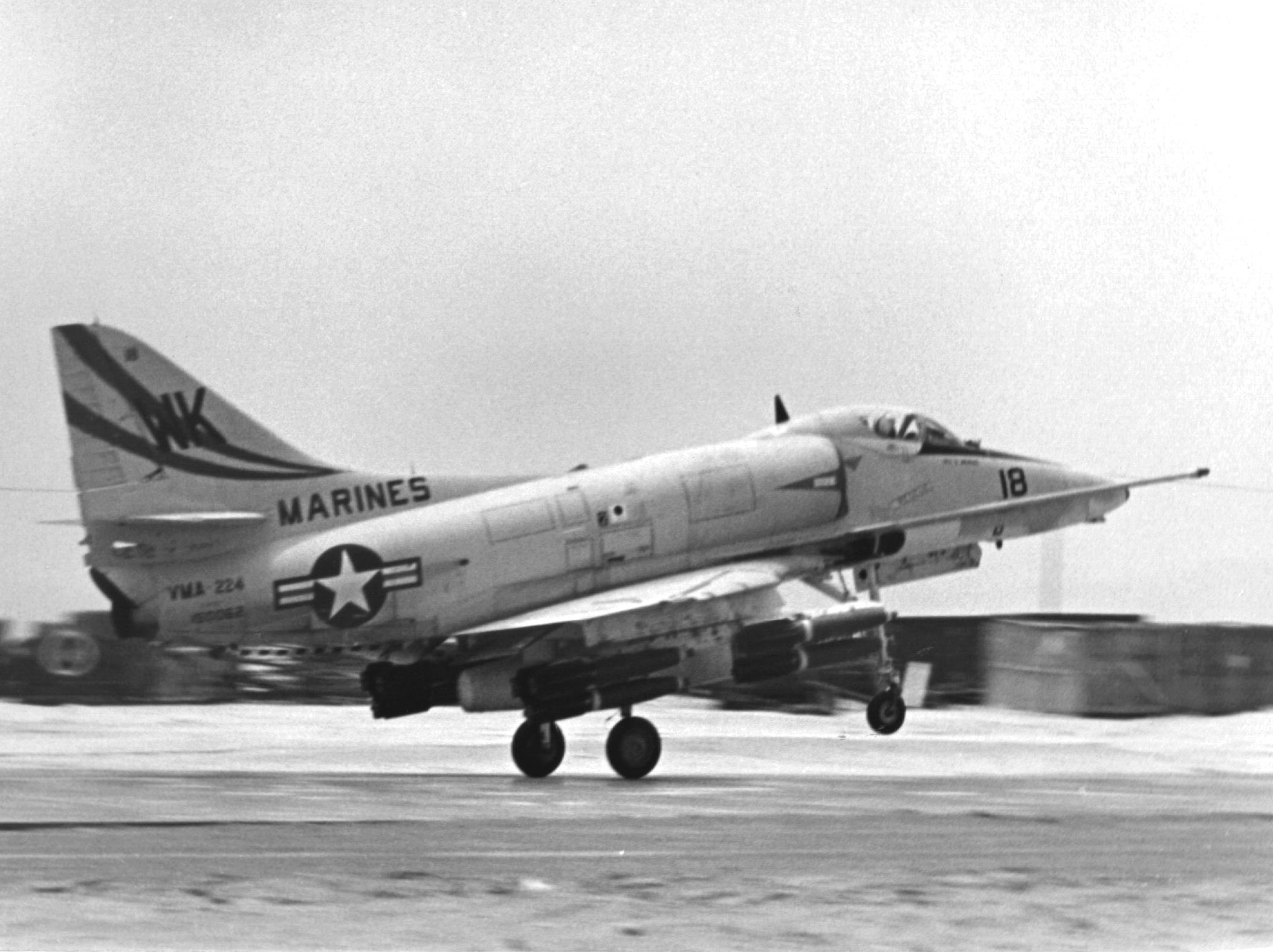
Skyhawk du VMA-224 durant la guerre du Vietnam

- Durant la Seconde guerre mondiale :
  - 1942 - Bataille de Guadalcanal
  - 1945 - Bataille d'Okinawa
- Durant la guerre du Vietnam :
  - 1972 - Operation Pocket Money (en)
  - 1972 - Offensive de Pâques

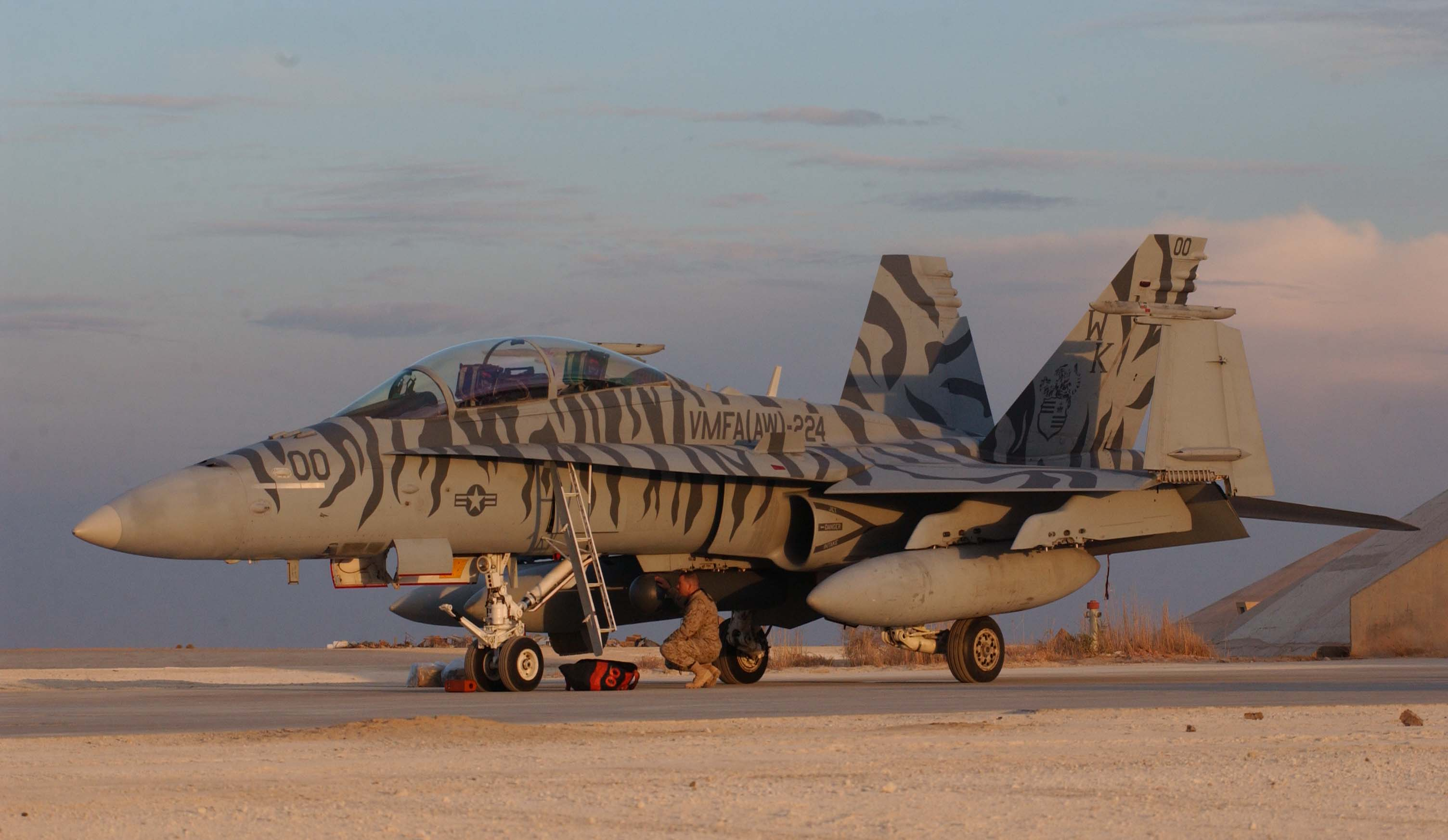
FA-18 Hornet du VMFA(AW)-224 durant la guerre du golfe

- Durant la guerre contre le terrorisme :
  - 1991 - Opération Tempête du désert (Guerre du Golfe)
  - 1993-95 - Opération Deny Flight (Bosnie-Herzégovine)
  - 1995 - Bombardement de la Bosnie-Herzégovine par l'Otan en 1995
  - 1995 - Operation Provide Promise (en)
  - 1996 - Opération Joint Endeavor
  - 2005 - Opération Iraqi Freedom
  - 2021 - Opération Inherent Resolve
  - 2021 - Retrait des troupes américaines d'Afghanistan

## Galerie
|  |